# Costarina cusuco
Espèce
Costarina cusuco est une espèce d'araignées aranéomorphes de la famille des Oonopidae.

## Distribution
Cette espèce est endémique du département de Cortés au Honduras,. Elle se rencontre dans le parc national El Cusuco.

## Description
Le mâle holotype mesure 2,20 mm et la femelle 2,47 mm.

## Étymologie
Cette espèce est nommée en référence au lieu de sa découverte, le parc national El Cusuco.

## Publication originale
- Platnick & Dupérré, 2012 : The goblin spider genus Costarina (Araneae, Oonopidae), Part 1. American Museum Novitates, no 3730, p. 1-64 (texte intégral).